# Santaella (kommunhuvudort)
Santaella är en kommunhuvudort i Spanien.   Den ligger i provinsen Province of Córdoba och regionen Andalusien, i den södra delen av landet, 300 km söder om huvudstaden Madrid. Santaella ligger 260 meter över havet och antalet invånare är 5 933.
Terrängen runt Santaella är huvudsakligen platt. Santaella ligger uppe på en höjd. Runt Santaella är det ganska tätbefolkat, med 129 invånare per kvadratkilometer. Närmaste större samhälle är Montilla, 18,3 km öster om Santaella. Trakten runt Santaella består till största delen av jordbruksmark.